# Mountain Madness
Ne doit pas être confondu avec Mountain Madness (film).
Mountain Madness est une entreprise d'alpinisme et de trekking basée à Seattle. L'entreprise est spécialisée dans les voyages d'aventure en montagne et dispose d'une école de formation à l'alpinisme et à l'escalade.

## Histoire

### Fischer et Krause
En 1984, les guides d'alpinisme Scott Fischer, Wes Krause et Michael Allison cofondent Mountain Madness. Bien que Fischer ait décidé au début des années 1970 qu'il aurait un jour un service de guide nommé Mountain Madness, les fondateurs ne créent la société qu'en 1984. Fischer ancre les opérations à Seattle tandis que Krause concentre ses efforts en Afrique. Allison vend bientôt sa part à ses partenaires afin qu'il puisse poursuivre d'autres intérêts.
Tout en dirigeant Mountain Madness, Fischer devient célèbre pour ses ascensions des plus hautes montagnes du monde sans l'utilisation d'oxygène supplémentaire. Lui et Wally Berg sont les premiers Américains à atteindre le sommet du Lhotse, la quatrième plus haute montagne du monde (27 940 pieds / 8 516 m), située à côté du mont Everest. Fischer et Ed Viesturs sont les premiers Américains à atteindre sans oxygène supplémentaire le sommet du K2 (28 251 pieds / 8 611 m), dans le Karakoram, au Pakistan.
Au cours de sa gestion de Mountain Madness, Fischer mène des initiatives sociales et environnementales pour aider les gens dans les pays dans lesquels Mountain Madness travaille. En tant que chefs de l'expédition environnementale de Sagarmatha en 1994, Fischer et Rob Hess atteignent le sommet du mont Everest sans oxygène supplémentaire. Plus tard cette année-là, l'American Alpine Club décerne le David Brower Conservation Award, « un prix annuel reconnaissant le leadership et l'engagement à préserver les régions de montagne dans le monde », à tous les membres de l'expédition. Fischer dirige également l'expédition de 1996 « Climb for CARE » sur le mont Kilimandjaro (19 341 pieds / 5 895 m) en Afrique. Cette expédition a permis de recueillir près d'un million de dollars pour l'organisation de secours.
Après 23 ans d'alpinisme et douze ans à guider chez Mountain Madness, Fischer meurt en 1996 dans la catastrophe du mont Everest alors qu'il dirigeait l'expédition.

### Les Boskoff
Christine, ingénieur aéronautique, et Keith Boskoff, architecte, se rencontrent dans une salle d'escalade et, après un certain temps, ils se marient. L'escalade occupe bientôt la plus grande partie de leur vie, et Christine Boskoff quitte rapidement son travail pour grimper à plein temps avec Keith Boskof. Ils achètent Mountain Madness en 1997,,., l'année suivant la mort de Scott Fischer, et, sous leur direction, Mountain Madness rencontre un succès croissant. Christine Boskoff gravit six des quatorze sommets de 8 000 mètres au monde, un exploit sans égal à l'époque.
En 1999, Keith Boskof meurt, laissant sa veuve Christine diriger seule Mountain Madness. Elle mène des expéditions pendant environ trois mois cette année-là et prévoit de fêter 2000 au sommet du mont Kilimandjaro, avec un groupe de clients d'escalade.
D'autres pertes célèbres dans la communauté d'escalade pendant cette période, en plus des pertes de Scott Fischer et celles de l'Everest, furent Alison Hargreaves en 1995 et Alex Lowe en 1999.
Avec un engagement renouvelé à enseigner des techniques d'alpinisme importantes, Mountain Madness élargit son offre de voyages d'aventure pour inclure un nouveau genre de voyages : les "treks aventure" qui incluent à la fois des options de trekking et d'escalade. La société obtient une accréditation de l'American Mountain Guides Association comme un engagement envers « des normes techniques élevées, des programmes solides et un personnel de qualité composé d'instructeurs et de guides d'escalade engagés et engageants ».

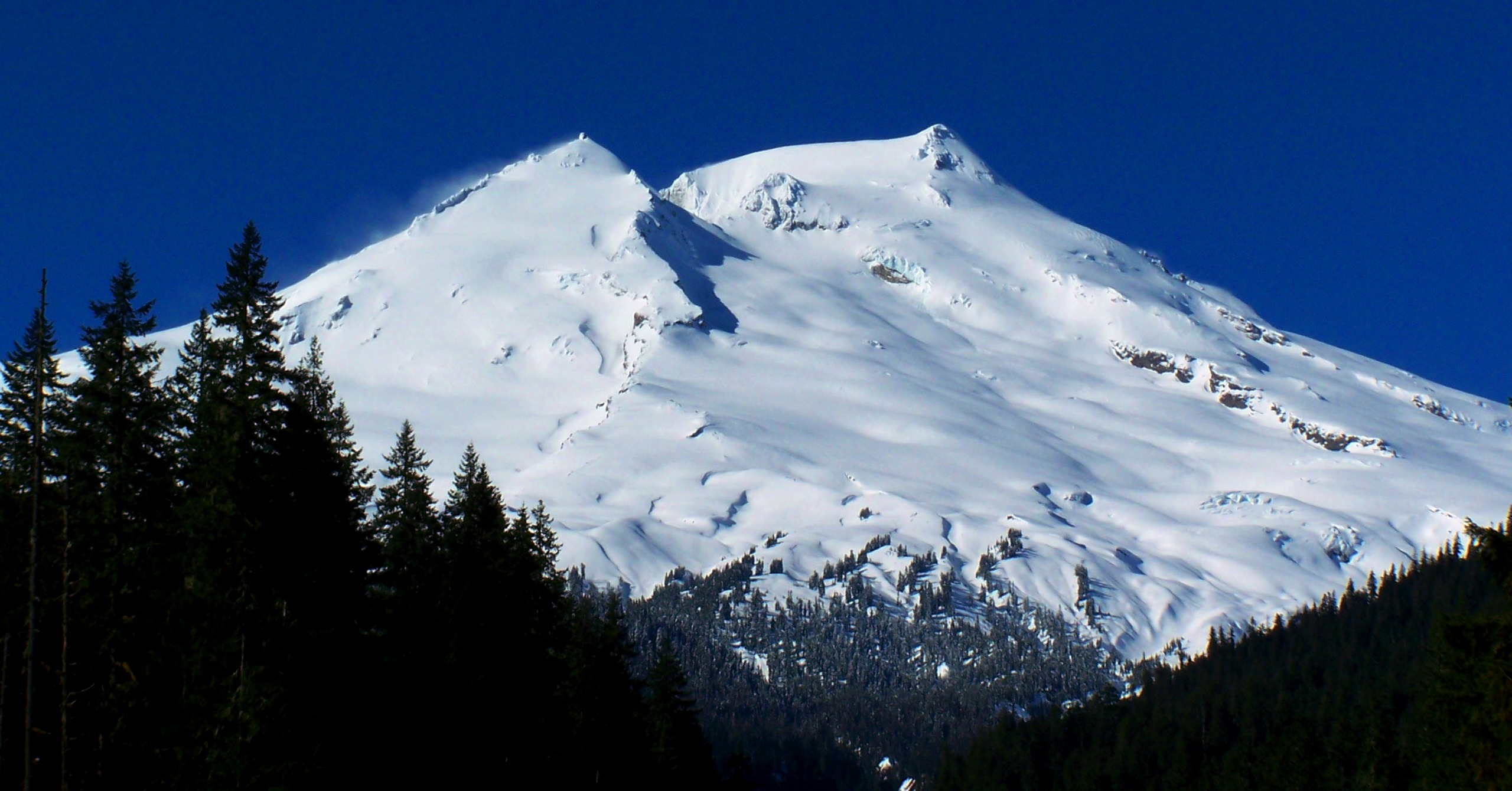
Mount Baker. Christine Boskoff mène une ascension caritative sur cette montagne pour récolter des fonds pour les enfants.

Comme son prédécesseur, Christine Boskoff est attachée aux questions sociales. Elle siége au conseil d'administration de Room to Read, une organisation internationale dédiée à l'amélioration de l'éducation dans les pays en développement, et grâce à Mountain Madness, afin de collecter des fonds, elle dirige une ascension du mont Baker, la troisième plus haute montagne de l'État de Washington (10 781 pieds / 3 286 m). L'objectif à long terme de l'organisation d'aider dix millions d'enfants. Boskoff travaille également avec le Central Asia Institute, une organisation de Bozeman, dans le Montana, qui promeut et soutient l'éducation communautaire, principalement au Pakistan et en Afghanistan, en construisant des écoles, en formant des enseignants et en finançant des bourses.
Neuf ans après le début de son mandat en tant que propriétaire et leader de Mountain Madness, à l'automne 2006, Christine Boskoff et Charlie Fowler (en), un autre grimpeur américain bien connu et guide chez Mountain Madness, meurent dans une avalanche, dans la région du monastère de Lenggu, en escaladant le Ge'nyen, un mont situé dans la province du Sichuan, dans le sud-ouest de la Chine,,,.

### Mark Gunlogson
La perte des deux propriétaires de la société présente de nouveaux défis pour Mountain Madness, alors en 2008, Mark Gunlogson, qui avait commencé à guider pour Mountain Madness en 1993, prend le relais. Depuis 2000, il est le directeur des opérations commerciales de l'entreprise, et est aussi président et propriétaire majoritaire. Mountain Madness continue à fonctionner comme une entreprise internationale de voyages d'aventure bien connue et respectée,,. Mountain Madness se concentre actuellement sur les expéditions aux sept sommets, sur les écoles d'alpinisme et sur le trekking.

## Contribution aux causes sociales
Mountain Madness s'efforce d'aider ceux qui vivent dans les lieux que visitent ses guides et ses clients et travaille directement avec les populations, fait des dons de voyages pour des événements de collecte de fonds et collabore avec une variété d'organismes de secours, de groupes de conservation et d'ONG. Au cours de ses nombreuses aventures, Mountain Madness encourage ses clients à aider les programmes scolaires locaux, à travailler sur des projets communautaires et à visiter des zones de conservation.

## Personnalités de Mountain Madness
- Scott Fischer (décédé en 1996)
- Anatoli Boukreev (décédé en 1997)
- Keith Boskoff (décédé en 1999)
- Christine Boskoff (décédée en 2007)
- Charlie Fowler (décédé en 2007)
- Wes Krause
- Michael Allison
- Jaime Pollitte
- Mark Gunlogson (propriétaire actuel)

## Voir également
- Adventure Consultants